# Gyula Breyer
Gyula Breyer [ˈɟulɒ ˈbrɛiɛr] (* 30. April 1893 in Budapest; † 9. November 1921 in Bratislava) war ein ungarischer Schachspieler.

## Leben

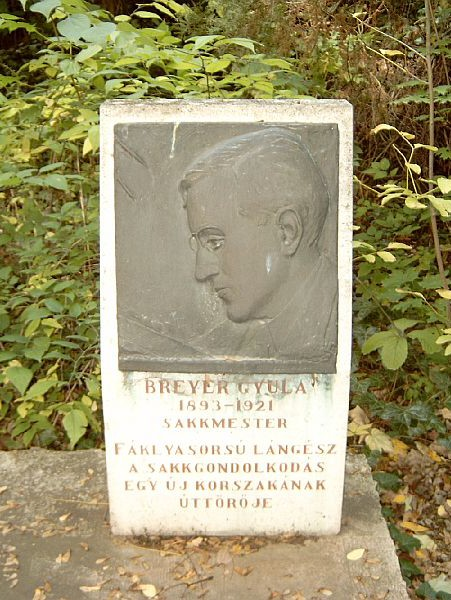
Grabstelle des Gyula Breyer

Breyer war eines von fünf Kindern des Adolf Breyer und seiner Frau Irma Róth. Er wuchs in bürgerlichen Verhältnissen auf und absolvierte das Gymnasium, in dem er sich insbesondere im Fach Mathematik hervortat. 1910 immatrikulierte er sich an der Technischen und Wirtschaftswissenschaftlichen Universität Budapest. Vom Militärdienst wurde er wegen seines schlechten Gesundheitszustandes befreit. 1918 erhielt er das Diplom als Ingenieur. Im gleichen Jahr heiratete er die aus armen Verhältnissen stammende Teréz Balikó († 1935), mit der er eine 1921 geborene Tochter hatte. 1920 siedelte er nach Bratislava über und betrieb dort ein Ingenieurbüro für Eisenbetonbau, welches jedoch kaum Gewinn abwarf. Eine von ihm gegründete Zeitschrift für Schach und Denkspiele, Szellemi Sport - Geistes Sport, musste nach nur fünf Heften ihr Erscheinen einstellen. Er lebte hauptsächlich von seinen spärlichen Einkünften aus seiner schachlichen Tätigkeit, dazu gehörten Preisgelder aus Turnieren und Honorare aus Simultanvorstellungen sowie seiner Tätigkeit als Schachkolumnist für die Zeitung Bécsi Magyar Újság. Er starb im Alter von nur 28 Jahren an Herzversagen in Bratislava.

## Schachkarriere
Er erlernte das Schachspiel 1907, seine erste publizierte Partie stammt von 1909. Außerdem verfasste er seit 1910 Schachaufgaben für Zeitungen. 1911 besiegte er den Schachweltmeister Emanuel Lasker in einem Simultanspiel. Kurz darauf belegte er bei seinem ersten internationalen Turnier in Köln als jüngster Teilnehmer den sechsten Platz. Im August 1912 gewann er in Temesvár die ungarische Meisterschaft. Sein größter Erfolg war der Sieg beim Internationalen Turnier 1920 das im Kerkau-Palast vom 4. bis 16. Dezember in Berlin ausgetragen wurde und das er vor Spielern wie Efim Bogoljubow und Savielly Tartakower gewinnen konnte. Über sein wagemutiges Spiel äußerte Bogoljubow: Wie man gegen Breyer gestanden hat, weiß man erst nach der Partie. Sein letztes Turnier war Wien 1921, bei dem er schon sichtlich von seiner Herzkrankheit gezeichnet war.
Breyer war ein ausgezeichneter Blindsimultanspieler und stellte im Januar 1921 in Kaschau einen Weltrekord auf: Er spielte an 25 Brettern und gewann 15 Partien bei sieben Remis und drei Verlustpartien.
Berühmt war er für seine eröffnungstheoretischen Abhandlungen, in denen er sich als ein Vorläufer der später maßgeblich von Richard Réti geprägten Hypermodernen Schule zeigte. 1917 veröffentlichte er in der Schachzeitschrift Magyar Sakkvilág einen Essay über die Grundstellung mit dem Titel Eine komplizierte Stellung. Seine Überlegungen lassen sich überspitzt mit dem später oft zitierten Satz Nach 1. e2–e4 liegt Weiß in den letzten Zügen zusammenfassen. Er hielt 1. d2–d4 für den stärksten Anfangszug und empfahl als Antwort darauf nicht das zu seiner Zeit meistgespielte 1. … d7–d5, welches er sogar als Fehler bezeichnete, sondern 1. … Sg8–f6.
Heutzutage wird der Name Breyer hauptsächlich mit einer Variante der Spanischen Partie in Verbindung gebracht, die nach den Zügen 1. e2–e4 e7–e5 2. Sg1–f3 Sb8–c6 3. Lf1–b5 a7–a6 4. Lb5–a4 Sg8–f6 5. 0–0 Lf8–e7 6. Tf1–e1 b7–b5 7. La4–b3 d7–d6 8. c2–c3 0–0 9. h2–h3 Sc6–b8 entsteht. Dieser auf den ersten Blick unverständliche Rückzug beabsichtigt eine Umgruppierung des schwarzen Springers nach d7, was der schwarzen Stellung mehr Flexibilität verleiht. Breyer schlug diese Spielweise um 1911 vor, heute gehört sie zu den populären Fortsetzungen dieser Eröffnung und Weltmeister Boris Spasski zählt zu ihren bedeutendsten Anhängern. Außerdem schlug er im Königsgambit die Variante 1. e2–e4 e7–e5 2. f2–f4 e5xf4 3. Dd1–f3 vor. Auch eine Variante der Caro-Kann-Verteidigung ist nach ihm benannt. Sie entsteht nach den Zügen 1. e2–e4 c7–c6 2. d2–d3 mit einem weißen Aufbau, der dem königsindischen Angriff ähnelt.
Richard Réti schrieb über Breyer in einem Nachruf: Wir alle, alle Modernen, die in den Großturnieren der letzten Jahre vor den alten berühmten Namen landeten, haben von Breyer gelernt. Auch Tartakower ging in seinem Buch Die hypermoderne Schachpartie (1924) auf Breyer ein und schrieb: Etwas Prophetisches lag in seinem Blick und etwas Fieberhaftes in seinem Wirken.
Seine beste historische Elo-Zahl betrug 2630, damit gehörte er 1917 zu den zehn besten Spielern der Welt.